# Cônego regular
Cônegos regulares são cônegos (um tipo de presbítero) na Igreja Católica que vivem em comunidade sob uma regra (em latim: regula). São frequentemente organizados em ordens religiosas. Eles se distinguem dos clérigos regulares, uma forma posterior de vida religiosa, na qual os membros também vivem sob uma regra, pois os cônegos regulares enfatizam uma vida em comunidade. Exemplos de ordens religiosas de cônegos regulares incluem os Crúzios, os Premonstratenses e alguns Agostinianos.

## Distinções preliminares
Todos os cônegos regulares devem se distinguir dos seculares, os quais pertencem a uma comunidade de presbíteros ligados a uma igreja, mas não fazem votos ou vivem em comum sob uma Regra.
Entre os cônegos regulares, a maioria, mas não todos, têm seguido a regra de Santo Agostinho e, portanto, são chamados de cônegos agostinianos, conhecidos às vezes como cônegos pretos, por seus hábitos pretos.
No entanto, um grupo específico de cônegos regulares que também seguem a Regra de Santo Agostinho são os premonstratenses ou norbertinos, às vezes chamados de cônegos brancos, por seus hábitos brancos.
Cônegos regulares vivem juntos em comunidade. As primeiras comunidades de cônegos faziam votos de propriedade e de estabilidade comuns. Como desenvolvimento posterior, agora eles geralmente fazem os três votos de castidade, de pobreza e de obediência, embora algumas ordens ou congregações tenham mantido o voto de estabilidade.
Quando, no decorrer de e depois do século XI, as várias congregações de cônegos regulares tinham se formado e adotado o Regimento de Santo Agostinho, elas eram geralmente chamadas de Canonici Regulares Ordinis S. Augustini Congregationis, mas sempre houve cônegos regulares que nunca adotaram a regra de Santo Agostinho. Numa palavra, cônegos regulares podem ser considerados como o gênero, e os agostinianos como a espécie; isto é, todos os cônegos agostinianos são regulares, mas nem todos os cônegos regulares são agostinianos.
Em 1125, centenas de comunidades canonicais surgiram na Europa Ocidental. De modo geral, elas eram bastante independentes uma das outras e variavam em seus ministérios. Um lugar óbvio onde era necessário um grupo de presbíteros era dentro de uma catedral, onde havia muitas missas para celebrar e o Ofício Divino para rezar juntos em comunidade. Os cônegos logo passaram a ser associados a catedrais, mas outros grupos canonicais também se estabeleceram em centros menores.
Todas as diferentes variedades de cônegos regulares devem ser distinguidas não apenas dos cônegos seculares, mas também de:
- Monges, que, na tradição ocidental, são membros de ordens religiosas monásticas, como os vários ramos dos beneditinos ou dos cartuxos, cujos membros em sua história costumam ser leigos, não sacerdotes.

Escrevendo antes da fundação das ordens mendicantes (frades), o Papa Urbano II (morto em 1099) disse que havia duas formas de vida religiosa: a monástica (como os beneditinos e os cistercienses) e a canonical (como os cônegos agostinianos). Ele comparava os monges ao papel de Maria e os cônegos ao de sua irmã, Marta.
- Clérigos regulares que, no sentido moderno, são uma categoria de ordens religiosas masculinas de padres constituída a partir do século XVI, sendo exemplos os teatinos ou os barnabitas. Os membros dessas ordens são sacerdotes que fazem votos religiosos e têm uma vida apostólica ativa. Enquanto vivem em comunidades, eles pertencem à ordem em si, e não a uma casa em particular, e seu foco principal é o trabalho pastoral, e não o ofício coral.

- Os Frades de Santo Agostinho, às vezes chamados simplesmente de agostinianos ou em inglês de frades agostinianos, que são uma das ordens mendicantes. Os mendigos são chamados de "frades", não de "monges" nem de "cônegos" e eram originalmente pregadores itinerantes como os franciscanos ou os dominicanos, vivendo do que as pessoas lhes davam em comida e esmola. Os frades agostinianos eram uma galáxia de grupos religiosos dispersos, muitos deles eremitas que, no século XIII, foram organizados pelos concílios dos papas e da igreja numa ordem religiosa com estruturas que seguiam o modelo das ordens mendicantes. Os frades agostinianos se inspiraram na antiga e flexível regra de Santo Agostinho, daí seu nome. No entanto, eles não combinaram isso com as estruturas ou o estilo de vida dos cônegos regulares.

## Fundo
Segundo Santo Tomás de Aquino, um cônego regular é essencialmente um clérigo religioso; "A Ordem dos Cônegos Regulares é necessariamente constituída por clérigos religiosos, porque eles são essencialmente destinados àqueles trabalhos que se relacionam com os mistérios divinos, enquanto que não é assim com as ordens monásticas". É isso que constitui um cônego regular e o que o distingue de um monge. O estado clerical é essencial para a Ordem dos Cônegos Regulares, enquanto que é apenas acidental para a Ordem Monástica. Erasmo de Roterdão, ele próprio um cônego regular, declarou que os cônegos regulares são um "ponto médio" entre os monges e o clero secular. A aparência externa e as observâncias dos cônegos regulares podem parecer muito semelhantes às dos monges. Isso ocorre porque as várias reformas emprestaram certas práticas dos monges para o uso dos cônegos.
Segundo Santo Agostinho, um cônego regular professa duas coisas, "sanctitatem et clericatum". Ele vive em comunidade, leva a vida de religioso, canta louvores a Deus pela recitação diária do Ofício Divino em coro; mas, ao mesmo tempo, a pedido de seus superiores, ele está preparado para seguir o exemplo dos apóstolos, pregando, ensinando e administrando os sacramentos, ou dando hospitalidade a peregrinos e a viajantes e cuidando dos enfermos. O ensino e o exemplo de Santo Agostinho tornaram-se patrimônio da Igreja, uma vez que ele revive novamente a vida comum dos clérigos.
Os cônegos regulares não se limitam exclusivamente às funções canonicais. Eles também dão hospitalidade a peregrinos e a viajantes no Grande São Bernardo e no Simplon, e antigamente nos hospitais de St. Bartholomew's Smithfield, em Londres, de S. Spirito, em Roma, de Lochleven, Monymusk e St. Andrew's, na Escócia, e outros como estes eram todos servidos por cônegos regulares. Muitas congregações canonicais trabalhavam entre os pobres, os leprosos e os enfermos. Os clérigos estabelecidos por São Patrício, na Irlanda, tinham uma hospedaria para os peregrinos e para os doentes a quem assistiam dia e noite. E a regra dada por Crodegango a seus cônegos determinava que deveria ter um hospital próximo de cada uma de suas casas para cuidar dos doentes.

## História

### Ordo Antiquus
Santo Agostinho de Hipona não fundou a ordem dos cônegos regulares, nem mesmo aqueles que são chamados de agostinianos. Já havia cônegos regulares antes dele. Embora Agostinho de Hipona seja considerado pelos cônegos como seu fundador, Vicente de Beauvais, Sigeberto e Pedro de Cluny afirmam que a ordem canonical remonta à sua origem nos primórdios da Igreja. Nos primeiros séculos depois de Cristo, os sacerdotes viviam com o bispo e realizavam a liturgia e os sacramentos na igreja catedral. Embora cada um possuísse sua própria propriedade, eles moravam juntos e compartilhavam refeições comuns e um dormitório comum.
A partir do século IV até meados do século XI, as comunidades canonicais eram estabelecidas exclusivamente por bispos. A forma mais antiga de vida canonical era conhecida como "Ordo Antiquus". O primeiro que uniu com sucesso o estado clerical à observância monástica foi Santo Eusébio, bispo de Vercelli.
Esse modo de vida também foi estabelecido por São Zenão, bispo de Verona, e Santo Ambrósio, em Milão.

#### Agostinho
Foi sob Santo Agostinho que a "vida canonical" atingiu sua apoteose. Nenhum dos santos padres ficou tão entusiasmado com a vida comunitária da Igreja Apostólica de Jerusalém (Atos 4: 31–35) quanto Santo Agostinho. Viver isso no meio de confrades com ideias semelhantes era o objetivo de suas fundações monásticas em Thagaste, no "Mosteiro dos Jardins" em Hippo e na sua casa episcopal. As "regras" de Santo Agostinho pretendiam ajudar a colocar a vita apostolica em vigor nas circunstâncias de seu tempo e na comunidade de seus dias.
Desde a sua ascensão a sé episcopal, em 395 d.C., ele transformou seu palácio episcopal num mosteiro para clérigos e estabeleceu as características essenciais - a vida comum com renúncia à propriedade privada, a castidade, a obediência, a vida litúrgica e o cuidado de almas: a essas podem ser acrescentadas duas outras características tipicamente agostinianas - um estreito vínculo de afeto fraterno e uma sábia moderação em todas as coisas. Esse espírito permeia toda a chamada Regra de Santo Agostinho, que, pelo menos em substância, pode ser atribuída ao Doutor da África.
A invasão da África pelos vândalos destruiu a fundação agostiniana, mas podemos deduzir como quase certo de que ela se refugiou na Gália. Os regulamentos que Santo Agostinho havia dado aos clérigos que moravam com ele logo se espalharam e foram adotados por outras comunidades religiosas de cônegos regulares, não apenas na África, mas na Itália, na França e em outros lugares. O Papa Gelásio, por volta do ano 492, restabeleceu a vida regular na Basílica de São João de Latrão. A partir daí, a reforma se espalhou até que a Regra foi universalmente adotada por quase todos os cânones regulares.

#### Crodegango e a Regra de Aix

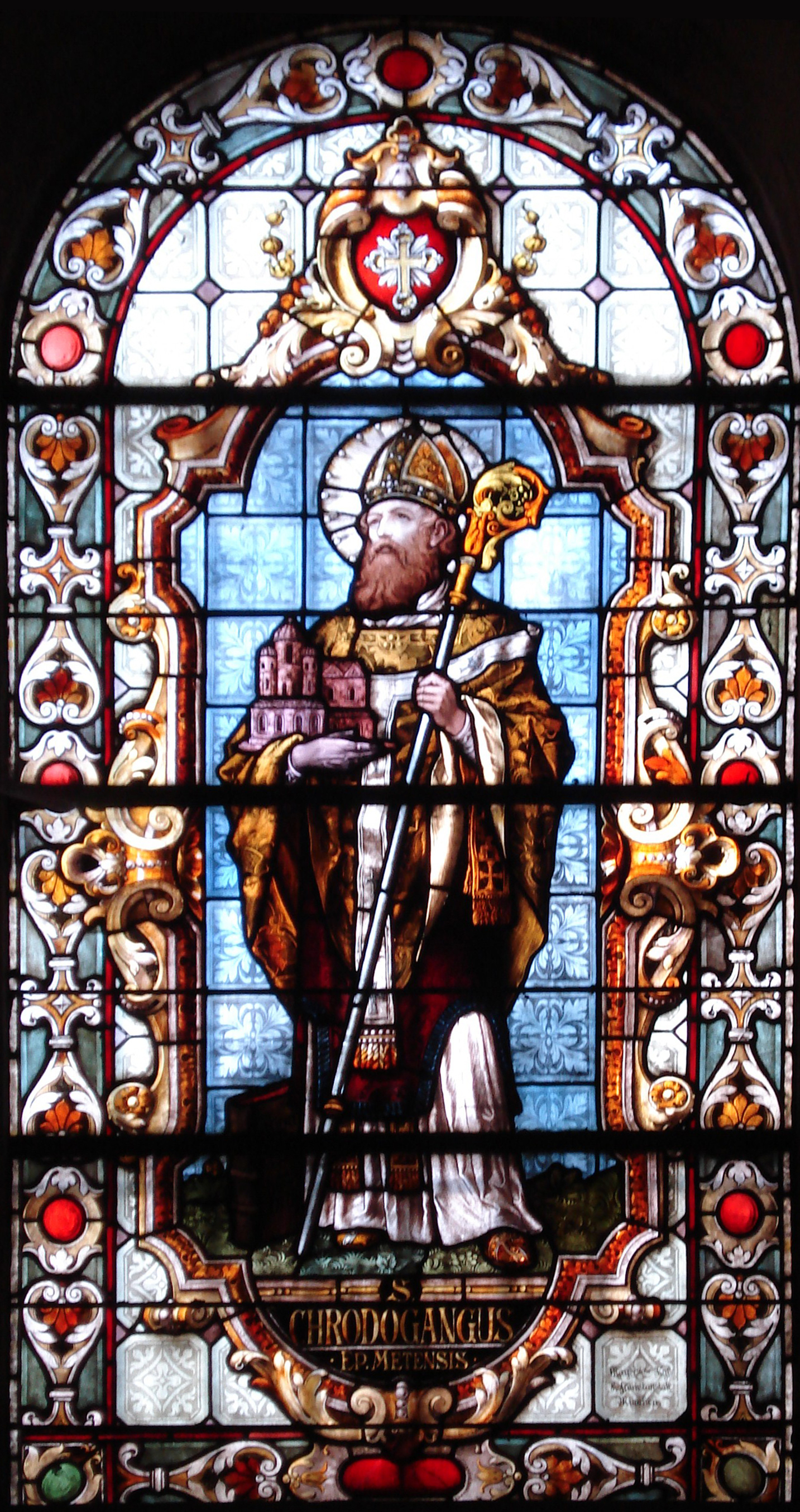
Crodegango.

Com o tempo, surgiram os abusos na vida clerical de concubinato e vida independente com os escândalos e a desedificação dos fiéis que a seguiam. Reformas vigorosas foram realizadas na época do imperador Carlos Magno (800 d.C.). Marcos importantes para a forma de vida canonical do Ordo Antiquus incluem a reforma e o governo do bispo beneditino de Metz, Crodegango (763), e os Sínodos de Aachen (816–819), que deram uma regra de vida aos cônegos no Império Carolíngio. .
A constituição ou ordenança eclesiástica de Crodegango, Regula vitæ communis (Regra da Vida Comum) foi, ao mesmo tempo, uma restauração e uma adaptação da Regra de Santo Agostinho, e suas principais disposições era que os eclesiásticos que a adotassem tinham que viver em comum sob o teto episcopal, recitar orações comuns, realizar uma certa quantidade de trabalhos manuais, manter o silêncio em determinados momentos e confessar-se duas vezes por ano. Eles não faziam o voto de pobreza e poderiam ter um interesse vitalício na propriedade. Duas vezes por dia, eles se reuniam para ouvir um capítulo do regimento de seu fundador; portanto, a própria reunião logo foi chamada de "capítulo". Essa disciplina também foi recomendada logo após pelos conselhos de Aix-la-Chapelle (789) e Mainz (813).
Em 816, o Institutio Canonicorum Aquisgranensis foi elaborado no Conselho de Aachen (Aix-la-Chapelle). Este incluiu uma regra de 147 artigos, conhecida como Regra de Aix, a ser aplicada a todos os cônegos. Esses estatutos eram considerados obrigatórios. A principal diferença entre a regra de Crodegango e a de Aix era a atitude deles em relação à propriedade privada. Embora ambos permitissem que os cônegos mantivessem e dispusessem de propriedades como bem entendessem, Crodegango aconselhava a renúncia à propriedade privada, enquanto que o Sínodo de Aachen não o fez, pois não fazia parte da tradição dos cônegos. Deste período data a recitação diária pelos cônegos do Ofício Divino ou horas canônicas.

### Reformas
Nos séculos IX, X e XI, a frouxidão apareceu; a vida comunitária não era mais estritamente observada; as fontes de receita foram divididas e as partes alocadas aos cônegos individuais. Isso logo levou a diferenças de rendimentos, conseqüentemente à avareza, à cobiça e à destruição parcial da vida canonical.
No século XI, a ordem canonical foi reformada e renovada, principalmente devido aos esforços de Hildebrando (c. 1020-1085), mais tarde,  Papa Gregório VII, culminando no Sínodo Lateranense de 1059. Aqui, pela primeira vez, a Sé Apostólica reconheceu e aprovou oficialmente a vida do clero religioso, fundado por bispos e outros. A reforma de Gregório VII resultou numa distinção entre os clérigos que viviam em casas separadas e os que ainda preservavam a antiga disciplina.
No final do século XI, quanto mais catedrais e outros cabidos de cônegos optavam pela vita apostolica segundo o exemplo de Santo Agostinho, mais urgente se tornou uma separação e uma decisão, primeiro em relação aos cônegos, que mantinham propriedade privada, mas também em relação ao monasticismo beneditino, que até então era a base da reforma gregoriana. O Papa Urbano II merece o crédito por ter reconhecido o modo de vida dos "canonici regulares" como nitidamente distinto dos princípios dos "canonici saeculares" e, ao mesmo tempo, como um caminho igual de perfeição comunitária, além do monasticismo. Em inúmeros privilégios para casas canonicais reformadas, ele enfatizou claramente a natureza e o objetivo, os direitos e os deveres dos cônegos regulares. Assim, a partir da renovação da vita canonica surgiu inevitavelmente uma nova "ordem" - que inicialmente não era a intenção. Nos privilégios do Papa Urbano II, encontramos oficialmente pela primeira vez o novo nome Canonici secundum regulam sancti Augustini viventes, que daria ao novo ordo da vida canonical uma marca distintiva.
A norma de vida dos cônegos regulares foi concretizada a partir do último terço do século XI por um seguimento geral da vita apostolica e da vita communis da igreja primitiva, cada vez mais baseada nos regulamentos de Agostinho. Secundum regulam Augustini vivere, empregado pela primeira vez em Reims em 1067, significava uma vida de acordo com o exemplo de Agostinho, conhecido por seus numerosos escritos.
A partir de então, a Ordem dos Cônegos Regulares de Santo Agostinho, como já começava a ser chamada, aumentou rapidamente. Surgiu um grande número de congregações canonicais, cada uma com suas próprias constituições distintas, baseadas no Regimento de Santo Agostinho e os estatutos que o Beato Pedro de Honestis, por volta do ano 1100, deu a seus cônegos em Ravena. Em algumas casas, a vida canonical foi combinada com a hospitalidade aos viajantes, ao cuidado dos doentes e a outras obras de caridade. Frequentemente, várias casas foram agrupadas numa congregação. Uma das casas mais famosas era a Abadia de São Vítor, fundada em Paris em 1108, celebrada por sua liturgia, por seu trabalho pastoral e por sua espiritualidade. Também é válido mencionar a Abadia de São Maurício de Agaune, o Hospício de São Bernardo de Mont Joux, na Suíça, e as abadias austríacas.
O ponto alto dos cônegos regulares pode estar situado na primeira metade do século XII. Durante esse período, eles contribuíram não apenas com uma série de papas - Honório II, Inocêncio II, Lúcio II e Adriano IV logo após meados do século e, finalmente, Gregório VIII, na segunda metade do século -, mas também deram um impulso inestimável à área do império alemão.
Na Idade Média, algumas catedrais foram entregues aos cuidados dos cônegos regulares, assim como certos locais de peregrinação. O santuário de Nossa Senhora de Walsingham, na Inglaterra; as catedrais de São João de Latrão, em Roma, Salzburgo e Gurk, na Áustria, Toledo e Saragoça, na Espanha, e Santo André, na Escócia, estavam entre muitas outras a serem reformadas pelos cônegos regulares. Os cônegos também assumiram um papel de liderança na vida intelectual da Igreja, fundando escolas catedrais e faculdades em toda a Europa. Por exemplo, a Universidade de Paris encontra parte de sua ancestralidade na famosa Abadia-Escola de S. Vítor.
Mais tarde, as congregações propriamente ditas, governadas por um superior geral, foram estabelecidas dentro da ordem, a fim de manter suas observâncias comuns. Entre essas congregações, que deram nova vida à ordem, estavam a Congregação Windesheim, cuja espiritualidade (conhecida como "devotio moderna") teve uma ampla influência. Durante os séculos XV e XVI, a Congregação Lateranense aumentou o brilho da ordem por sua espiritualidade e por sua erudição. Nos séculos XVII e XVIII, a Congregação Francesa de Santa Genoveva e, mais tarde, a Congregação de Nosso Salvador, fundada por São Pedro Fourier (1566-1640), responderam a novas necessidades combinando a vida religiosa com o trabalho pastoral. Finalmente, no século XIX, Adriano Grea (1828–1917), fundador da Congregação da Imaculada Conceição, em seus escritos, colocou em sua perspectiva adequada a dimensão eclesial da vida canônica.
Os cônegos regulares eram mais parecidos com os beneditinos em sua independência e no seu caráter local. Outra semelhança é que, aparte de algumas congregações, os cônegos regulares mantinham e ainda mantêm o voto de estabilidade a uma casa em particular. As casas individuais geralmente apresentam diferenças na forma do hábito, mesmo dentro da mesma congregação.
Já na Idade Média, os cônegos regulares estavam envolvidos no trabalho missionário. São Vicelino (c. 1090 - 1154) levou o Evangelho aos pagãos eslavos da Baixa Alemanha; seu discípulo Meinardo (morto em 1196) evangelizou o povo da Livônia oriental. No século XVI, a Congregação Portuguesa de São João Batista levou a Boa Nova ao Congo, à Etiópia e à Índia. No capítulo geral da Congregação Lateranense, realizada em Ravena em 1558, a pedido de muitos cônegos espanhóis, Dom Francisco de Agala, um cônego regular professo da Espanha, que, por dez anos, trabalhara no país recém-colonizado, foi criado vigário-geral na América, com poderes para reunir em comunidades todos os membros do instituto canonical que estivessem dispersos nessas partes e com a obrigação de se reportar às autoridades da ordem. A partir do século XIX, a ordem empreendeu definitivamente o trabalho de evangelização.

### Ordo Novo
No século XIII, houve adesão universal à regra de Santo Agostinho. Essa aceitação do regimento de Agostinho ocorreu ao longo dos séculos XI e XII de maneira fragmentada. De fato, havia três regras diferentes de Santo Agostinho para escolher:
- Regularis informatio ou Regula sororum: muitas vezes considerada a regra mais antiga de Santo Agostinho, era composta por um convento de freiras e anexada à Carta 211. Seu conteúdo e estilo são muito próximos da Praecepta.
- Ordo Monasterii ou Regula secunda: Pode ter sido um prefácio da Praecepta, mas não está claro se é das mãos de Santo Agostinho ou não. É mais rigoroso que o Praecepta e difere em estilo, tom e vocabulário.
- Praecepta ou Regula tertia: Embora essa possa ser de fato a mais antiga das três regras, a Praecepta pertence claramente ao corpus agostiniano. Seu espírito e conteúdo são claramente agostinianos e se encaixam em seus outros escritos sobre a vida comum.

#### Inglaterra
De todos os novos grupos monásticos e religiosos que se estabeleceram nas Ilhas Britânicas no decorrer do século XII, os cônegos regulares, conhecidos como "Cônegos Pretos", foram os mais prolíficos. No centro de sua existência estava a vita apostolica, mas ainda mais do que outros grupos, os cônegos regulares se envolveram no cuidado espiritual ativo de suas comunidades. Talvez como resultado desse recurso, eles também tenham desfrutado de apoio sustentado de fundadores, patronos e benfeitores, e novas fundações continuaram sendo construídas muito tempo após o declínio da força principal da expansão das ordens monásticas.
Na Inglaterra, no século XII, houve um grande avivamento na ordem canonical por conta de várias congregações recém-fundadas na França, na Itália e nos Países Baixos, e foram alguns desses novos cônegos que chegaram às terras britânicas com o Guilheme, o Conquistador. Somente na Inglaterra, desde a conquista até a morte de Henrique II, nada menos que 54 casas foram fundadas onde os cônegos regulares foram estabelecidos. A primeira fundação foi Colchester em 1096, seguida pela Santíssima Trindade, Aldgate, criada pela rainha Matilde, em 1108. André de São Vítor serviu como abade da recém-fundada abadia de Wigmore, a partir de 1147. O primeiro Capítulo Geral dos Cônegos Agostinianos na Inglaterra, destinado a regular os assuntos da Ordem, ocorreu em 1217.
No século XII, os Cônegos Regulares de Latrão estabeleceram um priorado em Bodmin. Esta se tornou a maior casa religiosa da Cornualha. O convento foi suprimido em 27 de fevereiro de 1538. Na Inglaterra, as casas de cônegos eram mais numerosas do que as casas beneditinas. Durante Peste Negra, no entanto, eles foram dizimados, e nunca se recuperaram. Entre 1538 e 1540, as casas canonicais foram suprimidas e os religiosos dispersos, perseguidos, desaparecendo pouco a pouco do país. A computação do abade Gasquet noventa e uma casas pertencentes aos cônegos regulares foram suprimidas ou rendidas na época da Reforma.
A ordem canonical foi representada no início do século XX na Inglaterra pelos premonstratenses em Crowley, em Manchester, em Spalding e em Storrington; pelos Cônegos Regulares da Congregação Lateranense em Bodmin, em Truro, St Ives e em Newquay, na Cornualha; em Spettisbury e em Swanage, em Dorsetshire; em Stroud Green e Eltham, em Londres; os Cônegos Regulares da Imaculada Conceição em Epping, em Harlow e em Milton Keynes. Além das ocupações da vida regular em casa e da recitação pública do Ofício Divino em coro, eles estão empregados principalmente no serviço às paróquias, pregando retiros, suprindo sacerdotes que pedem seu serviço e ouvindo confissões, como confessores comuns ou extraordinários em conventos ou outras comunidades religiosas.

#### Escócia
A Crônica Anglo-Saxônica, ano 565, relata que Columba, Masspreost ("presbítero de missa"), "veio aos pictos para convertê-los em Cristo". Columba era o discípulo de São Finiano, seguidor de São Patrício; ambos haviam aprendido e adotado a vida regular que este último havia estabelecido na Irlanda. A tradição coloca o primeiro desembarque de Columba ao deixar a Irlanda em Oronsay, e Fordun (Bower) percebe a ilha como "Hornsey, ubi est monasterium nigrorum Canonicorum, quod fundavit S. Columba" (onde é o mosteiro dos Cônegos Pretos fundado por São Columba). Segundo Smith e Ratcliff, havia uma homogeneidade entre as casas agostinianas na Escócia antes de 1215, que tinha muito a ver com Davi I, que lhes dava uma política econômica comum, e com o bispo Robert de St. Andrews, que era agostiniano e uniu as casas por meio de seu patrocínio e contratando-os como seus conselheiros.
Na época da Reforma, as casas principais eram:
- Scone, fundada pelo rei Alexandre I da Escócia. A tradição diz que os Culdees estavam em Scone antes de Alexandre levar os cônegos regulares de Priorado de Nostall em 1115.
- St. Andrews, a cidade da Escócia, fundada por Angus, Rei dos Pictos. A igreja era servida primeiramente por Culdees, mas, em 1144, o bispo Robert, que fora cônego regular em Scone, ali estabeleceu os membros da sua própria comunidade. A prior era ordenado bispo e podia chegar ao papado.
- Holyrood, de que o Rei Davi foi o fundador, em 1128, para cônegos regulares. Esta famosa abadia foi queimada por instigação de John Knox, em 1544.

Muitas das casas fundadas por São Columba permaneceram na posse dos cônegos até a Reforma, incluindo Oronsay e Crusay.

#### Irlanda

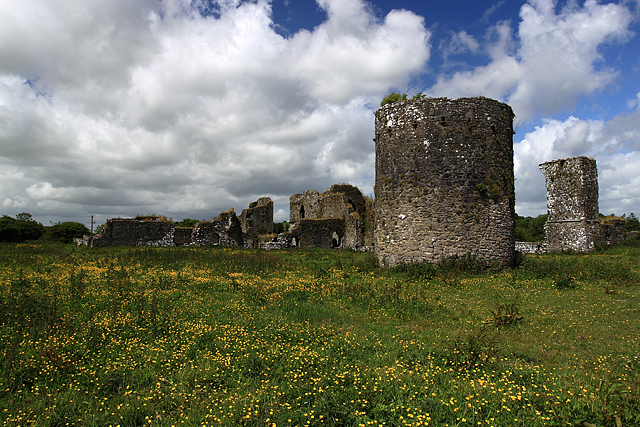
Priorado de Ballybeg, fundado em 1229 por Filipe de Barry para os cônegos regulares de Santo Agostinho.

Os cônegos regulares agostinianos estabeleceram 116 casas religiosas na Irlanda no período da reforma da igreja no início do século XII. Seu papel na comunidade secular foi a principal razão de serem a maior ordem única na Irlanda. Os cônegos regulares eram menos rigorosos em suas observâncias que os cistercienses, e por essa abordagem mais flexível da vida religiosa, eles participaram de uma grande variedade de atividades pastorais em paróquias, em hospitais e em escolas. A regra de Agostinho era apropriada às novas reformas monásticas e as atividades pastorais eram um instrumento significativo para a restauração da disciplina religiosa que havia declinado seriamente nos mosteiros irlandeses. São Malaquias, arcebispo de Armagh, foi o principal impulsionador do movimento de reforma da igreja irlandesa no século XII e, quando morreu em 1148, havia 41 casas agostinianas.
Provavelmente, no início da dissolução de Henrique VIII, alguns dos cônegos irlandeses possam ter se retirado para mosteiros estrangeiros. Em 1646, os cônegos eram suficientemente numerosos para serem organizados por Inocêncio X em uma "Congregação de São Patrício" separada, que o Papa declarou herdar todos os direitos, privilégios e posses dos antigos cônegos irlandeses. No ano de 1698, a Congregação Irlandesa, por uma bula de Inocêncio XII, foi afiliada e agregada à Congregação Lateranense.

## Organização atual

### Cônegos Regulares de Santo Agostinho
Os Cônegos Regulares de Santo Agostinho ( CRSA ou Can. Reg.), também chamados de "cônegos agostinianos", são uma das ordens mais antigas do rito latino. Em contraste com muitas outras ordens da Igreja Católica, os cônegos agostinianos (Cônegos Regulares de Santo Agostinho, Canonici Regulares Sancti Augustini, CRSA) não podem ser rastreados até um fundador individual ou um grupo fundador específico. São mais o resultado de um processo que durou séculos. Por causa de suas múltiplas raízes, passaram por várias formas na Europa medieval e moderna. Desde o século XII, os cônegos regulares eram conhecidos como agostinianos, tomando o nome de Santo Agostinho, Doutor da Igreja, "pois ele realizou de maneira ideal a vida comum do clero". Desde então, os cônegos adotaram a "Regra" de Agostinho.

### Confederação
Em 4 de maio de 1959, o Papa João XXIII fundou a Confederação dos Cônegos Regulares de Santo Agostinho com sua carta apostólica Caritatis Unitas no 900º aniversário do Primeiro Sínodo Lateranense. A Confederação é uma "união de caridade" que une nove congregações canonicais regulares para ajuda e apoio mútuos. As quatro congregações iniciais foram:
- Os Cônegos Regulares Lateranenses, oficialmente denominados "Congregatio SS. Salvatoris Lateranensis", têm sua origem na Basílica Romana de São João de Latrão, a catedral do próprio Papa. O Papa Silvestre I estabeleceu no clero da basílica a vida em comum à maneira da Igreja Primitiva. No ano 492, Gelásio, um discípulo de Santo Agostinho, introduziu na basílica patriarcal a disciplina regular que havia aprendido em Hipona. A pedido de São Pedro Damião, Alexandre II, chamou alguns cônegos de São Frediano de Lucca, uma casa de estrita observância, para Latrão. A reforma se espalhou, até que, finalmente, as casas que a abraçavam foram transformadas numa grande congregação. Os cônegos regulares serviram na Basílica de Latrão até a introdução dos cônegos seculares. Existem casas pertencentes à Congregação Lateranense na Itália, na Polônia, na França, na Bélgica, na Inglaterra, na Espanha e na América. O trabalho deles é essencialmente a recitação do Ofício Divino na igreja, a administração dos sacramentos e a pregação. Na Itália, eles são responsáveis por paróquias em Roma, em Bolonha, em Gênova, em Fano, em Gubbio e noutros lugares. Na Inglaterra, eles foram uma força importante no restabelecimento da Igreja Católica lá durante o fim do século XIX, preenchendo as novas paróquias que iam sendo fundadas, até que o número de clérigos seculares nativos do país pudesse ser desenvolvido.
- A Congregação de São Nicolau e São Bernardo de Mont Joux (Grande São Bernardo, Suíça) é representativa do movimento hospitalar pelo qual os cônegos responderam ao chamado para cuidar de viajantes e de peregrinos. Eles foram fundados por São Bernardo de Menthon, arquidiácono de Aosta, por volta do ano 1050, sob o patrocínio de São Nicolau de Myra, padroeiro dos viajantes. Atualmente (2012), cerca de 35 cônegos professos e irmãos leigos sob o Abade-Reitor da congregação, com a administração geral da congregação em Martigny, Suíça. Além do hospício original, eles também servem noutro hospício estabelecido por seu fundador no Passo do Pequeno São Bernardo. Alguns cônegos encarregam-se do hospício no Simpion, fundado sob o comando de Napoleão Bonaparte em 1801. Eles também prestam assistência pastoral a várias paróquias do cantão de Valais. Os serviços passados dos cônegos incluíram um hospício no Vale de Aosta, administrado entre 1991 e 2011. Devido à sua posição única como congregação suíça e seu trabalho nas alturas dos Alpes, uma comunidade canonical foi ao Tibete para formar uma comunidade de clérigos nativos, chegando lá em 1936. A comunidade teve que se retirar do país após sua ocupação pela República Popular da China em 1949. Um dos cônegos, Dom Maurice Tomay, morreu durante o caos formado no curso de seus esforços para ajudar o Dalai Lama, ao ser emboscado e morto a tiros por um grupo de lamas na Passagem de Choula, na fronteira entre a China e o Tibete. Ele foi declarado mártir da fé e beatificado pelo papa João Paulo II em 1993.
- A Congregação de São Maurício de Agaunum (Cantão Valais, Suíça) é provavelmente a mais antiga abadia continuamente habitada no Ocidente. O primeiro bispo de Valais, São Teodoro, fundou por volta de 370 um santuário que comemorava o martírio de São Maurício e seus companheiros. Em 515, o rei Sigismundo, um convertido à fé católica, dotou um mosteiro perto do santuário de São Maurício. A vida dos monges estava centrada no ofício coral contínuo e tornou-se o modelo para os monges em toda a Europa Ocidental. Carlos Martel impôs um de seus generais à abadia como superior. Parece que os cônegos substituíram os monges em algum momento por volta de 820 a 830. Esses cônegos provavelmente viviam sob a regra de São Crodegango, mitigada pelo Sínodo de Aachen, realizado alguns anos antes na capital do Império Franco. Até meados do século XII, os cônegos da observância de Aachen e os agostinianos viviam lado a lado, em aparente harmonia. Isso era típico em muitas casa canonicais do modelo do Ordo Antiquus. Quando os côneogs de Aachen morreram, a comunidade se tornou totalmente "regular". Em 20 de julho de 1642, Pedro IV Maurício Odet (1640-1657) foi consagrado abade. Como reformador, ele foi vigorosamente apoiado pela Congregação de Nosso Salvador, fundada por São Pedro Fourier. No início do século XXI, os cônegos continuam a testemunhar a Cristo através da vida comum pelos presbíteros e pelo serviço pastoral à Igreja através do trabalho paroquial e da escola secundária administrada na abadia.[5]
- A Congregação Austríaca dos Cônegos Regulares foi formada em 1907, composta por vários mosteiros, abadias e igrejas colegiadas de cânones regulares na Áustria: Priorado de St. Florian, Priorado de Klosterneuburg, Priorado de Herzogenburg, Reichersberg, Vorau e Neustift (agora na Itália) . A Congregação Austríaca tem dezenas de paróquias na Áustria e uma na Noruega.[16]

Posteriormente, outras congregações de cônegos regulares se juntaram à confederação:
- A Congregação de Windesheim (Paring, Alemanha) originou-se dos Irmãos da Vida Comum de Gerhard Groot. Pregador e reformador do século XIV, em Deventer, nos Países Baixos, muitos estudantes clericais pobres se ajuntaram a ele e, sob sua direção, "reunindo tudo o que ganhavam semana a semana, começaram a viver em comum". Groot decidiu colocar este novo instituto sob a orientação espiritual dos cônegos regulares. A execução dessa medida foi deixada por Gerard Groot, em sua morte, a seu discípulo, Florentius Radwyn. A fundação da primeira casa foi em Windersheim, perto de Zwolle. Esta se tornou a casa-mãe da congregação, que, apenas sessenta anos após a morte de Groot, possuía, apenas na Bélgica, mais de oitenta mosteiros, alguns dos quais, segundo o cronista John Buschius, continham até cem, ou mesmo duzentos residentes. A congregação continuou até que as devastações dos reformadores a expulsaram de seu solo nativo e foram finalmente destruídas completamente durante a Revolução Francesa.[17] O reavivamento da congregação foi proposto sob o pontificado do Papa Pio XII. A permissão para isso foi concedida pelo Papa João XXIII em 1961. A casa-mãe da congregação restaurada, Priorado de São Miguel, está agora em na Abadia de Paring, na Baviera, Alemanha.
- A Congregação da Imaculada Conceição (Roma, Itália) foi fundada em 1871 por Adriano Gréa, Vigário Geral de St. Claude na França. As leis de separação entre Igreja e Estado na França, em 1904, dificultaram a permanência da maioria dos Cônegos Regulares da Imaculada Conceição. Um novo lar foi encontrado para a congregação que se mudou para a Itália, onde aumentou sua base. O período inicial desta congregação viu missões estabelecidas no Canadá e no Peru, onde ainda existem casas hoje. Os cânones regulares têm casas no Brasil, Canadá, Inglaterra, França, Itália, Peru e Estados Unidos. Antes da expulsão da França, eles serviram a antiga Abadia de Santo Antônio no Dauphiné. Seu hábito é uma batina branca, com cinto de couro, crochê de linho, capa e capuz pretos e biretta preta.[18]
- Congregação de Maria, Mãe do Redentor (La Cotellerie, França)
- Congregação dos Irmãos da Vida Comum (Maria Brunnen, Alemanha)
- A Congregação de São Vítor (Champagne, França) remonta a sua herança aos Cônegos Vitorinos, fundados em 1109 por Guilherme de Champeaux, ex-arquidiácono de Paris, que estabeleceu, na Abadia de São Vítor, perto da cidade, uma escola que atraía estudantes de várias partes. Tão grande era a reputação do mosteiro construído por Guilherme que casas canonicais logo foram estabelecidas em todos os lugares segundo o modelo de São Vítor, que era considerada sua casa-mãe. Numerosas casas religiosas de cônegos regulares foram reformadas por seus residentes. Ste. Geneviève (Paris), em 1148; St. James (Wigmore, diocese de Hereford), por volta de 1148; St. Augustine. (Bristol), em 1148, St. Catherine (Waterford) 1210, St. Thomas (Dublin) 1192, St. Peter (Aram, Nápoles) 1173 eram do número.[19] O mosteiro foi destruído durante a Revolução Francesa e a comunidade dispersa.[20] Em meados do século XX, uma congregação sucessora foi fundada em Champagne, França, que serve na França e na Tanzânia.[21]

O abade primaz, o qual é eleito por todas as congregações e serve por um período de seis anos, trabalha para promover o contato e a cooperação mútua entre as diversas comunidades de cônegos regulares na Igreja Católica. Em 11 de outubro de 2016, Dom Jean-Michel Girard, Abade da Congregação de São Nicolau e São Bernardo de Mont Joux (Grande São Bernardo, Suíça), foi eleito o décimo abade primaz da Confederação dos Cônegos Regulares de Santo Agostinho.
A ordem possui casas em diversos países: Argentina, Áustria, Brasil, Canadá, República Tcheca, República Dominicana, Inglaterra, Itália, França, Bélgica, Alemanha, Holanda, Noruega, Polônia, Peru, Porto Rico, Espanha, Taiwan, Suíça, Estados Unidos e Uruguai.

## Outras ordens

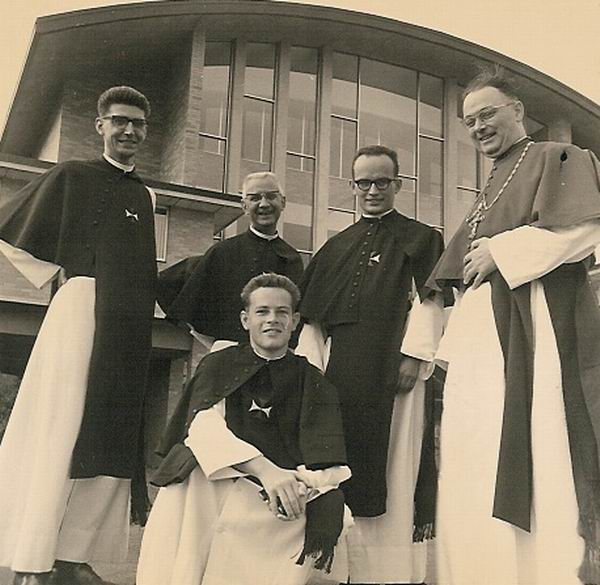
Kruisheren, 1964. Cônegos Regulares da Ordem Sanctae Crucis.

Surgiram outras ordens que seguiram a regra de Santo Agostinho e a vida canonical. Como os cônegos regulares se separaram em diferentes congregações, eles tomaram seus nomes da localidade em que viviam, ou do hábito distintivo que usavam, ou daquele que liderou o caminho na reforma de suas vidas. Assim, temos os Cônegos Brancos de Prémontré; os Cônegos Brancos de São João de Latrão; os Cônegos Pretos de Santo Agostinho; os Cônegos de São Vítor em Paris e também em Marselha.

### Os Norbertinos
A Ordem Premonstratense foi fundada em Prémontré, perto de Laon, na Picardia (norte da França), por São Norberto no ano de 1120. A ordem recebeu aprovação formal do Papa Honório II em 1126, no mesmo ano em que Norberto foi nomeado arcebispo de Magdeburgo. Segundo o espírito de seu fundador, esta congregação une o ativo à vida contemplativa, o instituto adotando em seu escopo a santificação de seus membros e a administração dos sacramentos. Ele cresceu muito, ainda durante a vida de seu fundador, e agora é responsável por muitas paróquias e escolas, especialmente nas províncias de Habsburgo, na Áustria e na Hungria. Os Premonstratenses usam um hábito branco com cíngulo branco. Eles são governados por um abade-geral, vigários e visitantes.

### Os Crúzios
A origem dos Cônegos Regulares da Ordem da Santa Cruz parece incerta, embora todos admitam sua grande antiguidade. Foi dividida em quatro ramos principais: o italiano, o boêmio, o belga e o espanhol. Deste último, pouco se sabe. O ramo que floresceu na Itália, depois de várias tentativas de reforma, foi finalmente suprimido por Alexandre VII em 1656. Na Boêmia, ainda existem algumas casas dos Crosier Canons, como são chamados, que, no entanto, parecem ser diferentes das conhecidos Crúzios Belgas, que traçam sua origem até a época de Inocêncio III e reconhecem por seu padroeiro o Beato Theodore de Celles, que fundou sua primeira casa em Huy, perto de Liège. Estes cônegos crúzios belgas têm uma grande afinidade com os dominicanos. Eles seguem o Regimento de Santo Agostinho, e suas constituições são principalmente as compiladas para a Ordem Dominicana por São Raimundo de Penaforte. Além dos deveres habituais dos cônegos na igreja, eles estão engajados na pregação, na administração dos sacramentos e no ensino. Antigamente eles tinham casas na Bélgica, na Holanda, na Alemanha, na França, na Inglaterra, na Irlanda e na Escócia. Até cerca de 1900, eles também serviam em missões na América do Norte, tinham cinco mosteiros na Bélgica, dos quais Santa Ágata é considerada a casa-mãe. A esses Cônegos Crúzios pertence o privilégio, concedido a eles pelo Papa Leão X e confirmado por Leão XIII, de abençoar contas com uma indulgência de 500 dias. Seu hábito era anteriormente preto, mas agora é uma batina branca com um escapulário preto e uma cruz, branca e vermelha no peito. Em coro, eles usam no verão roquete com um almuce preto.

### Cônegos rRgulares de São João Câncio
Os cônegos regulares de São João Câncio foram fundados em 1998 pelo Pe. C. Frank Phillips, CR, e atua nos Estados Unidos e no Canadá, principalmente na área de ministério paroquial.
A Congregatio Canonicorum Sancti Augustini é uma nova comunidade religiosa protestante de cônegos fundada em 2008 no Priorado Ecumênico de St. Wigbert em Werningshausen, perto de Erfurt, na Alemanha.

## Congregações extintas
- Cônegos do Santo Sepulcro : É opinião de Helyot e outros que nenhum cânone do Santo Sepulcro existia antes de 1114,[2] quando alguns cânones regulares, que adotaram a Regra de Santo Agostinho, foram trazidos do Ocidente e introduzidos na Cidade Santa por Godfrey de Bouillon . Por outro lado, Suarez e outros reconhecem a tradição da ordem, que sustenta que São Tiago, o primeiro bispo de Jerusalém, estabeleceu clérigos que vivem em comum na Cidade Santa, onde também, após as cruzadas, floresceu a "Congregação da Santo Sepulcro". Após a queda de Jerusalém para Saladino, os cânones buscaram refúgio na Europa, onde tinham mosteiros, na Itália, França, Espanha, Polônia e Países Baixos. Na Itália, eles parecem ter sido reprimidos por Inocêncio VIII, que, em 1489, transferiu todas as suas propriedades para os Cavaleiros de Malta . O resto continuou a existir até a Revolução Francesa. A congregação dos homens está extinta, mas ainda é representada pelas Canoness Sepulchrine, que têm conventos na Bélgica, Holanda, Espanha e Inglaterra.
- A Congregação Gallican desenvolveu-se a partir dos Cânones de São Victor em 1149. Esse grupo foi estabelecido na abadia de Sainte-Geneviève, que por sua vez se tornou muito numerosa e, reformada como a Congregação Gallican, no século 16, por um homem santo chamado Charles Faure; e teve, no início da Revolução, nada menos que cem abadias e mosteiros na França.
- Os Gilbertinos foram fundados por St. Gilbert de Sempringham. Era a única ordem religiosa de origem distintamente inglesa. Tendo completado seus estudos na Inglaterra e na França, retornou à diocese de Lincoln, onde se tornou pároco. A princípio, ele estabeleceu uma pequena comunidade de freiras contemplativas e fechadas, assistida por irmãs leigas. A isto foram acrescentados irmãos leigos para trabalhar a terra, e depois cânones para servir a comunidade e ajudar na administração. Gilbert tentou associar sua ordem aos cistercienses, que se recusaram a aceitá-los e o aconselharam a produzir sua própria regra. Os mosteiros eram em grande parte casas duplas de religiosos masculinos e femininos, com algumas casas somente para homens. Um grande amigo de Ss. Aelred e Bernard, seu Regimento baseava-se nos modelos cisterciense, pré-estratensiano e beneditino, mas usava o Regimento de Santo Agostinho para seus religiosos. A Congregação Gilbertina se espalhou especialmente no norte da Inglaterra e, na época da Dissolução geral dos mosteiros, tinha vinte casas e cento e cinquenta e um religiosos. Excepcionalmente, eram as prioresas dos mosteiros que eram efetivamente superiores das casas, com um Mestre Geral eleito pelos superiores masculinos e femininos no Capítulo Geral.

As congregações extintas também incluem as de São Rufo, fundada em 1039, e outrora florescendo no Delfinado; de Aroasia (Diocese de Arras, na França), fundada em 1097; Marbach (1100); do Santo Redentor de Bolonha, também chamada Renana (1136), agora unida à Congregação Lateranense; do Espírito Santo em Sassia (1198); de São Jorge em Alga, em Veneza (1404); de Nosso Salvador em Lorena, reformada em 1628 por São Pedro Fourier .

## Cônegas regulares
Existem canonisas (ou cônegas) regulares, assim como cônegos regulares; a origem apostólica é comum a ambos. Comunidades de canonisas regulares se desenvolveram a partir dos grupos de mulheres que adotaram o nome e a regra de vida estabelecida para as várias congregações de cônegos regulares. Quanto à origem e à antiguidade, o mesmo deve ser dito das ordens das mulheres em geral e em particular, das ordens dos homens. São Basílio, em suas regras, trata de homens e mulheres. Agostinho de Hipona elaborou a primeira regra geral para comunidades de mulheres no ano 423.
As ocupações das canonisas consistiam na recitação do Ofício Divino, nos cuidados com as vestes da igreja e na educação dos jovens, particularmente, das filhas da nobreza. As canonisas regulares, na maioria das vezes, seguem a regra de Santo Agostinho.
Algumas congregações ainda existentes incluem:
- Congregação de Notre-Dame de Canonisas de Santo Agostinho, instituído em 1597.[26]
- Cônegas Regulares do Santo Sepulcro, fundada no século XIV como um ramo dos Cânones Regulares do Santo Sepulcro.[27]
- Cônegas de São Victor d 'Ypres que remontam a William de Champeaux, fundador da Congregação São Victor de Paris (Vitorinos), (1108).[28]
- As Canonisas Agostinianas da Misericórdia de Jesus têm suas raízes em um grupo que, há mais de 700 anos, começou a servir os necessitados e angustiados no crescente porto de pesca francês de Dieppe.[29][30]
- Cônegas Regulares da Congregação Santo Agostinho Windesheim, com origem em Louvain, 1415. St. Ursula, Louvain, foi uma das primeiras comunidades de mulheres nascidas em Windesheim (fundada em 1387).[31]

## Influência
Entre as ordens que surgiram da vida canonical estavam a Ordem dos Pregadores ou Dominicanos, bem como a Ordem da Santíssima Trindade, ou trinitários. Santo Antônio de Pádua começou sua vida religiosa como cônego regular em Portugal antes de se mudar para os franciscanos. São Bruno era originalmente um cônego que viveu sob a regra de Aachen por mais de 20 anos, quando, aos 51 anos de idade, ele e vários companheiros iniciaram uma nova comunidade em Grande Chartreuse e fundaram a Ordem Cartuxa.

## Figuras notáveis
Cânones regulares famosos incluem o Papa Adriano IV, Tomás de Kempis e Erasmo de Roterdão.

## Vir também
- Cônegos Regulares de São João Câncio
- Cônegos Regulares da Imaculada Conceição
- Canonisa
- Cônegas Regulares do Santo Sepulcro
- Instituto de Cristo Rei e Sumo Sacerdote
- Congregação para os Institutos de Vida Consagrada e as Sociedades de Vida Apostólica
- Hendrik Mande